# María García Torrecillas
María García Torrecillas (16 de mayo de 1916 – 3 de febrero de 2014) fue una enfermera auxiliar y partera española que ayudó en el parto de alrededor de 300 bebés mientras estaba exiliada en Vichy, Francia, a consecuencia de la guerra civil española.
García y su hermana, parte de una generación de jóvenes almerienses que buscaban mejores oportunidades en Cataluña, se mudaron a Barcelona para unirse a su hermano mayor. Comenzaron trabajando en una fábrica de hilados, pero los sucesos de julio de 1936 la llevaron a trabajar para una fábrica de municiones republicana y a ser voluntaria en un hospital administrado por el Socorro Rojo Internacional. La caída de Barcelona en enero de 1939 hicieron que García formara parte de la primera gran oleada de personas que huían de la ciudad hacia la frontera francesa.
Al llegar al campo de concentración de Argelès-sur-Mer en Francia, García se encontró embarazada en una situación en la que era muy difícil dar a luz. Con la Swiss Aid Association gestionando el Elna Ward, la enfermera suiza Elisabeth Eidenbenz ayudó a García con su embarazo. Eidenbenz inspiró a García a seguir esa misma profesión, y luego ayudaría a más de 300 mujeres a dar a luz en los campamentos. También ayudó a las mujeres judías y polacas que huían de la persecución nazi en la Francia de Vichy falsificando documentos y cambiando nombres para que pudieran esconderse más fácilmente entre la población de refugiados republicanos españoles.
En 1943, García partió en un barco de bandera portuguesa, el Serpapinto, lleno de refugiados españoles hacia México para encontrar al padre de su hijo. Después de ponerse en contacto con él y darse cuenta de que la relación no funcionaría, García resolvió que debía abrirse camino. Volvió a la enfermería para ayudar a otras mujeres refugiadas de la guerra civil española con sus embarazos, antes de regresar a la industria textil. Más adelante llevó una vida tranquila. Después de que la Ciudad de México fuera azotada por un devastador terremoto en 1985, García y su esposo se mudaron a Monterrey para estar cerca de su hijo. Publicó sus memorias, Mi Exilio, a los 80 años. A partir de 2005, cuando tenía más de 80 años, García regresó varias veces a España. La primera vez fue para una ceremonia en honor a Eidenbenz. En 2007 para recoger un premio en el Día de Andalucía de la Junta de Andalucía por su labor de ayuda a las mujeres españolas durante la Guerra Civil. García murió el 3 de febrero de 2014 en Monterrey a la edad de 97 años.

## Infancia
García nació el 16 de mayo de 1916 en Albanchez, Almería en el seno de una acomodada familia rural. Su padre tenía un espíritu aventurero, que ella heredó. De joven había viajado con su familia a varios países latinoamericanos. Su padre leía los periódicos todos los días y discutía lo que leía con los demás en la plaza principal del pueblo. Ambos padres creían en la libre elección, la cultura secular y la libertad de expresión, y transmitieron estos valores a sus hijos.
Cuando era niña, García asistió a la escuela del ayuntamiento republicano de su pueblo. Allí, adquirió un voraz hábito de lectura que mantuvo durante su edad adulta. De niña, ella había querido ser enfermera.

## Barcelona y la Guerra Civil
Poco antes del comienzo de la guerra civil española, la joven de 20 años se mudó con su hermana a Barcelona en 1936 para trabajar en una fábrica de hilados. Recibió el permiso de su padre para ir a Barcelona a reunirse con su hermano mayor y su familia, que incluía dos niños pequeños. Al despedirse de ellos al salir de Albanchez, fue la última vez que los vio en su vida. Su último recuerdo de su madre era de ella sentada en una silla de la cocina, llorando. García pasó a formar parte de una generación de jóvenes almerienses en busca de mejores oportunidades en Cataluña.
Mientras trabajaba en la hilandería, García también empezó a aprender catalán, como parte del proceso de integración en la sociedad catalana. Durante su tiempo libre, trabajaba como voluntaria para ayudar a los enfermos y enfermos en un hospital dirigido por el Socorro Rojo Internacional. Fue durante esa época cuando aprendió las bases de la atención de emergencia.
A raíz de la Guerra Civil iniciada en julio de 1936, la fábrica de hilados en la que trabajaba García se convirtió en una fábrica de armas republicana. Mientras trabajaba en la fábrica, tuvo que lidiar con la realidad diaria de los bombardeos de las fuerzas italianas aliadas de Franco en su ciudad. El asedio de la Barcelona por parte de las fuerzas franquistas provocó la caída de la ciudad condal el 26 de enero de 1939. En el momento de la caída ya había cientos de refugiados en la ciudad que estaban tratando de escapar de las fuerzas de Franco que los habían expulsado de otras partes de España. Los acontecimientos del 26 de enero de 1939 empujaron a toda una comunidad a huir hacia la frontera francesa. García estuvo entre los que tomaron esa misma decisión. Se convirtió en parte de la primera ola de refugiados que salió de Barcelona, cuando partió en enero. García era una del medio millón de españoles que harían el difícil viaje a Francia. Su huida también la convirtió en una de los 50.000 andaluces republicanos que abandonaron España como consecuencia de la Guerra Civil, de la que ella y muchos otros nunca regresaron.

## Exilio en Francia

### Viaje
Como parte del gran éxodo de personas, García hizo el viaje a Francia a pie, junto a compañeros, colegas y amigos. Llevaba consigo solo una pequeña bolsa con una muda de ropa. El grupo se dirigió primero hacia Gerona, seguido en todo momento por los bombarderos italianos que dificultaban el descanso. Algunos amigos y compatriotas murieron en el camino. Las personas que viajaban con ellos trataban de dejar cuidadosamente a los muertos en zanjas, ya que no era posible enterrarlos. Las razones por las que murieron dependían. García dio testimonio de que una de aquellas causas fue el frío. Una vez en Girona, García buscó a un ocultista para que la ayudara a quitarse un abrojo que le había salido en el pie durante el viaje. Tenía también una infección en el ojo. La ocultista brindó tratamiento gratuito y le deseó a ella y a otros en su grupo lo mejor en su viaje a Francia. Girona también le dio la oportunidad de comer por primera vez en algunos días. En Puigcerdá, cerca de la frontera, García se reunió con su novio Teófilo Sáez, y las amigas María Gil y Angelita. La reunión fue breve y la pareja se separó nuevamente cuando Sáez se puso en contacto y luego viajó hacia Francia con sus propios parientes. Finalmente llegó al campo de concentración de Argelès-sur-Mer.

### Vida en el campo de concentración
Los refugiados se encontraron en los campos de concentración de Argelès, Sant Cebrià y el de Barcarés. En enero de 1939, el campo de Argelès-sur-Mer estaba rodeado de alambre de púas y custodiado por soldados a caballo que impedían la fuga. Las mujeres embarazadas eran transportadas a establos de caballos cubiertos de paja para que pudieran dar a luz. Con tan pocas opciones para mantener a los bebés calientes, muchas mujeres cubrían a sus bebés con arena para protegerlos del frío. La única comida que les daban a García, Sáez y otros refugiados era pan y bacalao seco salado. Las condiciones en el campamento eran muy malas.
Mientras estuvo exiliada en Francia, recibió cartas de sus padres y de su hermana desde Barcelona. Si bien describía la vida como difícil, su familia la desanimó de regresar a España.

### El embarazo
Mientras estaba en el campamento de Argelès-sur-Mer, García se quedó embarazada de su pareja Teófilo Sáez. García regularizó su relación con Sáez, lo que les permitió trasladarse al campo de concentración de Santo Cebrián de Rossellón para matrimonios. Temía que de no haber hecho esto, la hubieran enviado al campo a trabajar después de dar a luz. Con siete meses de embarazo, pesaba sólo 45 kilos. Mientras estaba en el campamento, conoció a la enfermera suiza Elisabeth Eidenbenz, que la ayudó durante su embarazo, y a García a dar a luz a su único hijo, Felipe. Mientras tanto, Teófilo se exilió en México después de que los gendarmes lo buscaran ante la sospecha de que fuera comunista.

### Enfermería
La atención médica en el campamento en 1939 fue prestada inicialmente por Socorro Rojo Internacional. La necesidad del Socorro Rojo Internacional de irse permitió que las enfermeras suizas tomaran el relevo.
La Swiss Aid Association dirigía el Elna Ward en 1940. La enfermera suiza Elisabeth Eidenbenz formaba parte de este grupo suizo, habiendo servido previamente en España durante la Guerra Civil. Como parte de un pequeño grupo de seis enfermeras suizas, una partera y una directora de enfermería, las mujeres españolas comenzaron a sentirse más cómodas dando a luz en los campamentos después de saber de su presencia. El hecho de que las suizas estuvieran a cargo, a su vez, brindó oportunidades para que las mujeres españolas estuvieran más dispuestas a trabajar como voluntarias y tuvieran acceso a una mejor atención de maternidad. Trabajar en la sala permitió a las mujeres españolas tener acceso al correo de España, más comida y más privilegios. También las obligó a aprender más idiomas. Al mismo tiempo que los suizos estaban a cargo de brindar servicios de salud, la mayoría de los campos de concentración en Francia estaban atendidos por sanitarios españoles. Poco después de que Eidenbenz comenzara a servir en Elna Ward, el gobierno francés cayó ante los nazis y fue reemplazado por el gobierno de Vichy en 1940. La Sala de Maternidad de Elna sirvió a mujeres con una amplia gama de identidades femeninas, que se unieron debido a una lucha común..La sala sirvió a tres de los diecisiete campos de concentración creados específicamente para refugiados españoles. Más tarde pasó a depender de la Cruz Roja Suiza, y solo cerró en 1944 por orden del gobierno nazi alemán. 597 mujeres dieron a luz mientras estuvo en marcha.
Conocer a Eidenbenz mientras estaba embarazada inspiró a García a convertirse en enfermera. Ella había tenido poca formación más allá de la asistencia de atención de emergencia antes de eso. Eventualmente se convirtió en enfermera auxiliar en Elne Ward. Como refugiada española en Francia, ayudó a dar a luz a otras mujeres refugiadas españolas y a mujeres polacas y judías que huían de la persecución de los nazis. Después del nacimiento de Felipe, comenzó a ayudar a otras mujeres a dar a luz ya cuidar de sus hijos pequeños. Sus actividades consistían en escabullirse del campamento y buscar comida. Tuvo un sinfín de horas para trabajar como mano derecha de Eidenbenz, experiencia sobre la que manifiesta lo siguiente: “Ahí no había horas, a las seis de la mañana ya estaba en las cunas, preparando los pañales para que a las siete las mamás empezaran a darles de comer". La suya se convirtió en una pasión vocacional de servicio para salvar vidas y dar mucho cariño.” García trabajó en el Barrio Elna de 1940 a 1943, asistiendo en al menos 300 nacimientos.
Trabajando con Eidenbenz y otras mujeres en Elne, García estuvo a punto de ser atrapada por la Gestapo muchas veces, mientras aún consiguió ayudar con 600 nacimientos de niños que de otra manera no habrían sobrevivido. También ayudó a mujeres judías a esconderse de la Gestapo. García también ayudó falsificando pasaportes y pasando de un lado a otro de la frontera. También ayudó a ocultar a las mujeres judías cambiando los nombres en los registros de bebés, dándoles nombres en español que no llamarían la atención de la Gestapo. Por ejemplo, Samuel se convertía en Antonio y Jacob en Julián.

## Exilio en México
Después de dos años y medio de exilio en Francia, en 1943, García finalmente decidió que quería reunirse con su compañero Teófilo Sáez en México y partió en un barco de bandera portuguesa, el Serpapinto, lleno de refugiados españoles.
Cuando García llegó a México, ya había 11.000 españoles viviendo allí en el exilio. La política cardenista de ese momento significaba que México estaba más dispuesto que muchos otros países a acoger refugiados españoles. Muchas de las mujeres que llegaron a México tenían hijos pequeños y no tenían recursos propios. Muchas nunca volverían a escuchar noticias de su familia en España, y sus familias nunca supieron que habían tenido una nueva vida en México. La Cruz Roja y Auxilio a los Republicanos Españoles ayudaron a los españoles a instalarse en el país.
García aprovechó la red española de ayuda a refugiados que existía en ese momento. Esta red la ayudó a localizar a su Sáez. Cuando García llegó a Veracruz, México, después de varios días de búsqueda, encontró a Teófilo Saez viviendo con otra mujer que estaba embarazada.
Tras enterarse de la traición de Sáez, García tomó la decisión de irse sola como madre soltera. Rápidamente se encontró viviendo entre otros exiliados españoles, encontrando trabajo en un hospital de maternidad en la Ciudad de México donde trabajó como enfermera. Su experiencia mientras trabajaba en Francia le permitieron traer prácticas de maternidad a México que eran desconocidas hasta ese momento. También le permitió seguir ayudando a otras mujeres políticas españolas en el exilio a dar a luz.
Mientras vivía en la capital de México, García conoció a otro exiliado español, José Fernández, con quien se casó y permaneció casada durante más de cincuenta años. Más tarde, García volvió a trabajar con textiles, ahorrando poco a poco dinero para tratar de ayudar a sus hermanos a reunirse con ella en México. Algunos se mudaron al campo. Su hermano Juan no lo hizo, siendo dos veces condenado a muerte por el gobierno franquista por luchar en el Ejército Republicano. Su sentencia de muerte fue posteriormente conmutada por cadena perpetua tras las rejas gracias a los esfuerzos de otro hermano. Posteriormente, Juan recibió una autorización especial para salir de la cárcel y visitar el Santuario de Lourdes. García luego trató de tener una vida tranquila en la Ciudad de México, viviendo en paz sin llamar mucho la atención sobre sí misma.

## Vida tras la jubilación
Mientras vivía en México, García trató de vivir su vida sin llamar la atención. A pesar de sus logros anteriores en la vida, todavía sentía que no había hecho lo suficiente por los demás. La Ciudad de México fue golpeada por un devastador terremoto en 1985, que casi mata a García y su esposo. Su hijo vivía en Monterrey en ese momento y la pareja decidió a causa del terremoto reunirse con él en la ciudad para estar más cerca de ellos.
En la década de 2000, a la edad de 80 años, García publicó sus memorias llamadas "Mi Exilio". En 2005, regresó a España por primera vez desde que se fue para asistir a una ceremonia en honor a Elizabeth Eidebenz.
García recibió un homenaje de la Junta de Andalucía en 2007 por su labor durante la guerra civil española, recibiendo el galardón en el Día de Andalucía. Su regreso a la edad de 90 años para recoger el premio fue tan solo la tercera vez que regresaba a España tras el final de la Guerra Civil. También fue condecorada por la Cruz Roja de Almería en el mismo acto. A la ceremonia de Sevilla la acompañó su único hijo, Felipe Sáez. También visitó su localidad natal, Albanchez, por primera vez en 45 años.
García murió el 3 de febrero de 2014 en Monterrey a la edad de 97 años. Su ciudad natal de Albanchez celebró un homenaje en su honor después de su muerte. El alcalde Francisco Martínez explicó la necesidad de hacer un acto “porque personas como ella no pueden quedar en el olvido, al contrario, deben estar en la memoria de todos y en especial de los más jóvenes”. El evento se llevó a cabo en el Teatro Rafael Alberti.